# Jakomini
Jakomini est le 6e arrondissement de la ville autrichienne de Graz, capitale de la Styrie. Il est situé au sud du centre-ville. Il avait 32 243 habitants au 1er janvier 2021 pour une superficie de 4,06 km2. Il tire son nom de Kaspar Andreas von Jacomini.

## Lieux et monuments
On trouve notamment à Jakomini :
- une partie du campus de l’Université technique de Graz,
- la gare Graz Ostbahnhof-Messe,
- le parc Augarten.

La Jakominiplatz, l’une des principales places de Graz, est en réalité située juste au nord de Jakomini, dans le centre-ville.